# Katastrofa lotu British European Airways 548

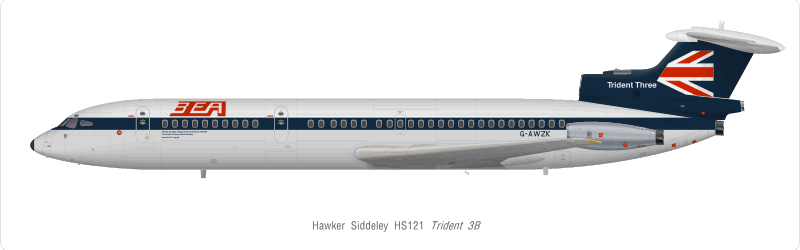
Hawker Siddeley Trident w malowaniu British European Airways z roku 1972.

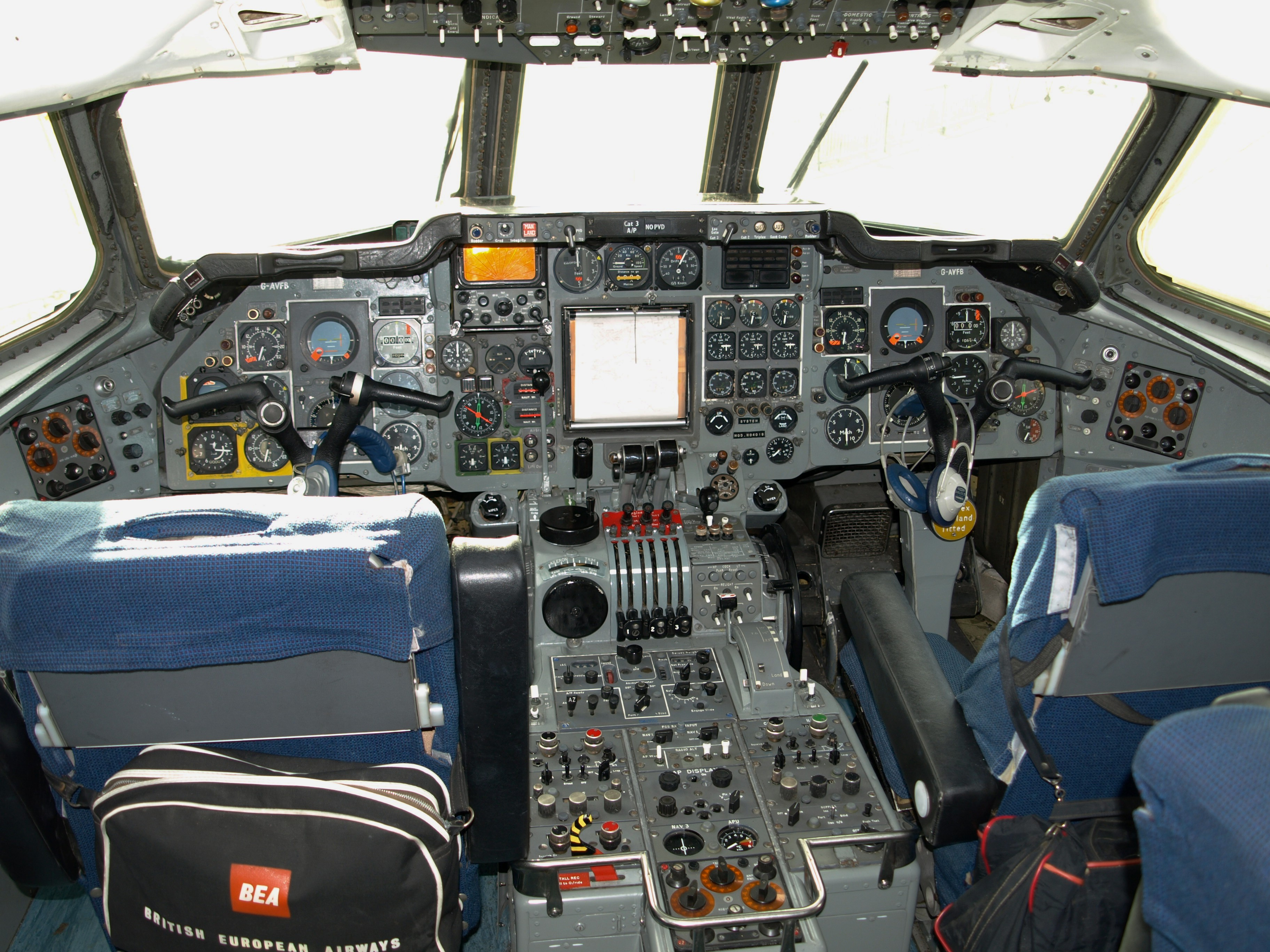
Kokpit Tridenta.

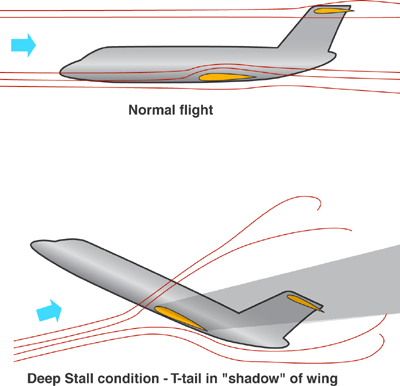
Diagram przedstawiający przeciągnięcie głębokie.

Katastrofa lotu British European Airways 548 (znana też jako katastrofa lotnicza w Staines) wydarzyła się 18 czerwca 1972. Lecący z Londynu do Brukseli Hawker Siddeley Trident w 150 sekund po starcie runął na ziemię tuż obok drogi A30 w Staines-upon-Thames. Na pokładzie samolotu znajdowało się 118 osób; wszyscy zginęli.

## Przebieg lotu

### Lot BEA 548
Lot nr 548 British European Airways był regularnym pasażerskim połączeniem lotniczym między Londynem a Brukselą. Mimo iż 18 czerwca 1972 wypadał w niedzielę – dzień, gdy ruch lotniczy był z reguły niewielki – na pokładzie samolotu znalazł się komplet pasażerów: na 19 czerwca 1972 wyznaczono bowiem ogólnoświatowy strajk pilotów w proteście przeciwko nasilającym się porwaniom samolotów i zamachom terrorystycznym (w proteście tym miała brać udział także część pilotów BEA).
Za sterami Hawkera Siddeley Trident o znaku rejestracyjnym G-ARPI (skrócona nazwa: Papa India; pierwszy lot samolot wykonał 14 kwietnia 1964) zasiadał doświadczony 51-letni kapitan Stanley Key, weteran II wojny światowej o łącznie 15000 godzin nalotu (w tym 4000 na Tridentach). Pierwszym oficerem był 22-letni Jeremy Keighley; zatrudnił się on w BEA na początku maja i za sterami spędził jedynie 29 godzin. Drugim oficerem był 24-letni Simon Ticehurst (nalot 1400 godzin, z czego 750 na Tridentach). Dodatkowo w ostatniej chwili na pokładzie znalazła się zapasowa załoga, mająca przyprowadzić oczekujący na lotnisku w Brukseli samolot Vickers Vanguard z powrotem do Londynu. W związku z koniecznością przewozu kilku dodatkowych osób, z samolotu usunięto część przewożonej poczty i towarów; łączna masa startowa samolotu nieco przekraczała dopuszczalne normy, ale jak obliczyła załoga, po spaleniu pewnej ilości paliwa podczas kołowania i rozbiegu, w momencie oderwania się od ziemi masa samolotu była nieznacznie niższa od maksymalnej dopuszczalnej masy startowej.

### Katastrofa
O godzinie 15:58 zamknięto drzwi maszyny i dwie minuty później rozpoczęto pushback. O godzinie 16:03 wydano zgodę na kołowanie maszyny do punktu oczekiwania przed pasem 27R. Kapitan Key otrzymał zgodę na start o 16:06, jednak przez dwie minuty załoga rozwiązywała bliżej nieokreślony problem techniczny. O 16:08 Key zameldował, że jest gotów do rozpoczęcia rozbiegu i otrzymał zgodę na start.
Rozbieg rozpoczęto o 16:08:30; o 16:09:14 samolot oderwał się od ziemi z prędkością ok. 270 km/h (145 węzłów). Wkrótce potem samolot z klapami i slotami w położeniu 20 stopni (wysuniętymi) przekroczył prędkość 152 węzłów (283 km/h) i załoga schowała podwozie; o 16:09:33 włączono autopilota. Samolot skierował się korytarzem powietrznym znanym jako „Dover One”. W tym momencie załoga popełniła pierwszy z błędów: autopilota włączono na wysokości 108 m nad ziemią i przy prędkości 170 węzłów (310 km/h), nakazując utrzymanie tej prędkości, choć bezpieczna prędkość wznoszenia Tridenta wynosiła 177 węzłów (328 km/h).
O 16:09:44, na wysokości 210 m, Key skierował samolot w stronę nadajnika bezkierunkowego Epsom NDB, wlatując w chmurę. O 16:10:00 rozpoczął procedurę ograniczania hałasu: częściowo schował klapy i sloty i zmniejszył ciąg silników. Samolot poruszał się z prędkością 158 węzłów (291 km/h).
O godzinie 16:10:24, na wysokości 540 m, Key rozpoczął całkowite wsunięcie klap i slotów; prędkość samolotu wynosiła wtedy 162 węzły (300 km/h) – jednak minimalna prędkość, przy jakiej można było całkowicie schować klapy, wynosiła 225 węzłów (417 km/h) – Trident leciał o wiele za wolno, co groziło przeciągnięciem. Alarm ostrzegający o przeciągnięciu zareagował od razu: o 16:10:25 pojawił się sygnał akustyczny, zaraz potem wolant zaczął gwałtownie wibrować, ostrzegając pilota o niebezpiecznym spadku siły nośnej; równocześnie automatyczne zabezpieczenie odłączyło autopilota i zaczęło kierować nos maszyny w dół (Trident był w fazie wznoszenia i nos maszyny był uniesiony do góry). Key zignorował ostrzeżenia (w tym sygnał odłączenia autopilota) i ściągnął stery, unosząc nos ponownie do góry. Gdy o godzinie 16:10:32 przy prędkości 176 węzłów (328 km/h) klapy i sloty schowały się całkowicie, alarm o przeciągnięciu odezwał się ponownie; równocześnie automat znów skierował nos maszyny w dół, zwiększając prędkość do 193 węzłów (357 km/h). Wkrótce potem jeden z pilotów odłączył zabezpieczenie. Samolot znajdował się wtedy na wysokości 390 m (mimo nosa maszyny uniesionego do góry, prędkość samolotu była zbyt mała, by mógł się wznosić).
Key ponownie podniósł nos maszyny (do kąta natarcia 31 stopni) i jej prędkość spadła do 176 węzłów. Wtedy o 16:10:43 Trident wszedł w tzw. przeciągnięcie głębokie – szczególnie groźny rodzaj przeciągnięcia, typowy dla maszyn z usterzeniem ogonowym typu T: oprócz tego, że skrzydła maszyny znalazły się w przeciągnięciu (nastąpiło oderwanie opływających je strug powietrza), ster wysokości na ogonie samolotu, w związku z wysoko podniesionym nosem maszyny, znalazł się w strefie turbulencji powodowanych przez znajdujące się w przeciągnięciu skrzydła, co sprawiło, że stał się bezużyteczny – załoga nie mogła opuścić nosa samolotu, by nabrać prędkości. Prędkość przyrządowa maszyny spadła wtedy poniżej 54 węzłów (100 km/h) – minimum rejestrowanego przez przyrządy; samolot runął w dół – o 16:10:55 osiągnął prędkość opadania 23 m/s. Dokładnie o godzinie 16:11:00 Papa India zderzył się z ziemią tuż przy ruchliwej drodze A30 na obrzeżach Staines-upon-Thames.

### Akcja ratunkowa
Świadkami katastrofy byli bracia Paul i Trevor Burke (9 i 13 lat) oraz przejeżdżający drogą kierowca, który natychmiast skierował się do najbliższej budki telefonicznej i zadzwonił po pomoc. Chłopcy zawiadomili mieszkającą nieopodal pielęgniarkę, która natychmiast pobiegła na miejsce wypadku.
Kontrola lotów nie zauważyła zniknięcia BEA 548 z radarów; kontrolerzy i służby ratunkowe dowiedzieli się o katastrofie w 15 minut po zderzeniu Tridenta z ziemią, jednak dopiero w godzinę po katastrofie rozpoczęto akcję ratunkową, gdyż wcześniej nie było wiadomości, co właściwie się wydarzyło i gdzie. Mieszkająca w pobliżu miejsca katastrofy pielęgniarka i załoga przejeżdżającego A30 ambulansu jako pierwsi dotarli do rozbitego samolotu; dwoje pasażerów przeżyło zderzenie z ziemią – młoda dziewczyna zmarła, zanim zdołano udzielić jej jakiejkolwiek pomocy, natomiast drugi z ocalałych pasażerów, nie odzyskując przytomności, zmarł w karetce.
Dotarcie służb ratowniczych na miejsce tragedii było utrudnione, gdyż na miejsce zaczęli zjeżdżać się gapie; w końcu policja była zmuszona do zamknięcia drogi A30, by umożliwić dotarcie na miejsce ambulansom. Gdy strażacy rozcinali wrak, wybuchł niegroźny pożar.
Na miejscu pojawił się też inny kapitan BEA, Eric Pritchard; po obejrzeniu szczątków samolotu, dokonał on kilku istotnych obserwacji, które miały potem znaczenie w przebiegu śledztwa dotyczącego tragedii. Jak zauważył Pritchard, jako pierwszy uderzył w ziemię tył maszyny, co wskazywało na to, że w momencie zderzenia samolot miał wysoko uniesiony dziób; nie było również śladów, by szczątki maszyny sunęły po podłożu po zetknięciu się z ziemią, co wskazywało na małą prędkość postępową samolotu w momencie zderzenia. Na podstawie tych dwóch obserwacji Pritchard stwierdził, że samolot najprawdopodobniej wpadł w przeciągnięcie i załoga nie zdołała już wyprowadzić zeń maszyny.

## Śledztwo
Choć śledztwa w sprawach katastrof lotniczych z reguły nie były prowadzone publicznie – z uwagi na wielkie zainteresowanie opinii publicznej i mediów, dlaczego doszło do tragedii w Staines (był to pierwszy wypadek lotniczy na terenie Wysp Brytyjskich, w którym zginęło ponad 100 osób, i zarazem największa katastrofa lotnicza w Wielkiej Brytanii do czasu zamachu nad Lockerbie), AIB (Accidents Investigation Branch) zgodziła się na publiczne dochodzenie, którym miał kierować sędzia Sądu Najwyższego, Sir Geoffrey Lane. Posiedzenia komisji badającej okoliczności tragedii lotu BEA 548 rozpoczęły się 20 listopada 1972 w hotelu Piccadilly w Londynie. Po 37 dniach roboczych (w czasie których, oprócz przesłuchań świadków i biegłych oraz szczegółowych analiz zapisów rejestratorów parametrów lotu, członkowie komisji odbywali sesje w symulatorze Tridenta, jak również uczestniczyli jako obserwatorzy w czasie lotów, przyglądając się pracy załogi), 25 stycznia 1973 Komisja ogłosiła zamknięcie dochodzenia. Poważnym utrudnieniem w śledztwie był fakt, że Trident G-ARPI nie był wyposażony w rejestrator rozmów w kokpicie. 14 kwietnia 1973 ogłoszono wynik badań komisji – tzw. Raport Lane’a.

### Przyczyny katastrofy
Raport Lane’a wymieniał jako podstawowe przyczyny katastrofy:
- błąd kapitana Keya, który błędnie skonfigurował samolot po starcie (zbyt wcześnie schował klapy i sloty);
- błąd załogi, która nie zwracała uwagi, czy samolot jest prawidłowo skonfigurowany i czy osiągnął odpowiednią prędkość;
- zignorowanie przez załogę alarmów o zbliżającym się przeciągnięciu;
- nierozpoznanie na czas, że samolot wchodzi w przeciągnięcie (czemu towarzyszyły wibracje samolotu)
- wyłączenie systemu przeciwprzeciągnięciowego.

Dodatkowo badano, dlaczego załoga mogła popełnić tak poważne, elementarne błędy (rozpoznanie przeciągnięcia i wyprowadzenie zeń maszyny stanowi jeden z podstawowych elementów, jakie każdy pilot musi mieć opanowane). Badania te bardzo utrudniał brak rejestratora rozmów w kokpicie, niemniej komisja Lane’a postawiła kilka hipotez.
- British European Airlines była w owym czasie w sporze z British Air Line Pilots’ Association (BALPA) – związkiem zawodowym zrzeszającym wszystkich brytyjskich pilotów. Zwłaszcza młodzi piloci, tuż po szkoleniu, narzekali na niskie płace i brak możliwości zdobycia odpowiedniego doświadczenia zawodowego – w owym czasie relacje w kokpicie były bardzo hierarchiczne, kapitanami samolotów byli z reguły byli piloci wojskowi, traktujący niedoświadczonych młodych pilotów bardzo instrumentalnie. W efekcie tego sporu, bardziej doświadczeni pierwsi oficerowie byli z reguły określani jako SFO (Supervising First Officer) – zasiadali przy panelu technicznym, pełniąc obowiązki mechaników pokładowych i nadzorując młodych pilotów tuż po szkoleniu, którzy z kolei zasiadali za sterami. Ponieważ wiązało się to ze zmniejszeniem zarobków SFO (którzy zarabiali dużo mniej niż niedoświadczeni piloci świeżo po otrzymaniu licencji), pomiędzy członkami załóg bardzo często pojawiały się ostre osobiste animozje. Istnieje możliwość, że skłóceni członkowie załogi Papa India w ogóle nie współpracowali ze sobą w czasie startu i ignorowali nawzajem swoje poczynania, co uniemożliwiło im szybkie skorygowanie błędu popełnionego przez kolegę.

- Kapitan Stanley Key, jeden z najbardziej doświadczonych pilotów BEA, był znany z gwałtownego, porywczego charakteru. Zbliżał się 19 czerwca – dzień ogólnoświatowego strajku pilotów, protestujących przeciwko coraz częstszym przypadkom porwań samolotów i domagających się zaostrzenia procedur bezpieczeństwa i podwyżek płac. Młodzi piloci w większości popierali strajk, starsi byli mu przeciwni – zwłaszcza Key był znany jako nieprzejednany wróg strajkowiczów. W pierwszej połowie czerwca w kabinach wielu samolotów BEA, w tym Papa India, pojawiły się obrażające Keya napisy (ich autora nigdy nie ustalono; charakter pisma przypominał pismo drugiego oficera feralnego lotu, Simona Ticehursta, jednak ten podzielał antystrajkowe poglądy Keya). Na półtorej godziny przed startem BEA 548 w pokoju załóg na Heathrow doszło do wyjątkowo ostrego sporu między Keyem i pilotem o nazwisku Flavell; świadkowie tegoż sporu byli zszokowani jego temperaturą i słownictwem użytym przez Keya. Choć kpt. Key przeprosił przed startem Flavella za swoje słowa, zdaniem innych pilotów, wsiadając na pokład Papa India, był wciąż silnie wzburzony. Zdenerwowanie kapitana mogło być jednym z powodów, dla których popełnił on błąd w czasie startu i schował klapy przy o wiele za małej prędkości. Siedzący w fotelu obok 22-letni pilot tuż po szkoleniu prawdopodobnie nie miał odwagi, by zwrócić uwagę kapitanowi – starszemu o prawie 30 lat i z 15000 godzinami nalotu, dodatkowo znanemu z gwałtownego charakteru i wciąż zdenerwowanemu po kłótni z Flavellem – że ten popełnia błąd.

- Hawker Siddeley Trident – samolot bardzo nowoczesny, jak na standardy lat 60. – miał wbudowane złożone zabezpieczenie przeciwprzeciągnięciowe – bardzo istotne przy samolotach z usterzeniem ogonowym typu T, podatnych na bardzo niebezpieczne przeciągnięcie głębokie (w czasie normalnego lotu usterzenie ogonowe jest opływane przez równomierny prąd powietrza; przy mocno uniesionym w górę dziobie maszyny ster wysokości nagle znajduje się w strefie turbulencji powodowanych przez skrzydła i staje się bezużyteczny – jeśli maszyna wejdzie w przeciągnięcie, załoga w praktyce ma minimalne szanse na wyprowadzenie samolotu, gdyż nie jest w stanie opuścić dziobu. Po około 3500 testowych lotach stworzono bardzo nowoczesny system zabezpieczeń, oprócz alarmu dźwiękowego i wprowadzania wolantu w silne wibracje wymuszający opuszczenie nosa maszyny (choć pilot miał możliwość przeciwdziałania temu mechanizmowi za pomocą sterów). System ten miał jednak istotną wadę: często generował fałszywe alarmy, co w efekcie doprowadziło do ignorowania go przez załogi. Oficjalnie żaden z pilotów nie przyznawał się do tego; nieoficjalnie, ponad połowa przyznawała, że ignorowała i dezaktywowała zabezpieczenia przeciwprzeciągnięciowe, gdy tylko się pojawiały. Prawdopodobnie załoga Papa India uznała alarmy za fałszywe i dlatego wyłączyła je. Obecny w kokpicie kapitan John Collins – dowódca załogi, która leciała do Brukseli celem sprowadzenia oczekującego tam Vickersa – został znaleziony przy głównej konsoli, z ręką wyciągniętą w stronę dźwigni przepustnic (lub klap): prawdopodobnie w ostatniej chwili zorientował się, że alarmy były tym razem prawdziwe, i desperacko próbował ocalić samolot.

- Sekcja zwłok wykazała, że kapitan Key cierpiał na zaawansowaną miażdżycę; dodatkowo, nie wcześniej niż dwie godziny i nie później niż 90 sekund przed jego śmiercią doszło do bliżej niesprecyzowanego „incydentu sercowo-krążeniowego spowodowanego stresem”, jak opisywał to raport patologów (powszechnie – acz niedokładnie – uznano, że chodzi o atak serca), będącego najpewniej efektem gwałtownej kłótni z Flavellem. Jeśli w czasie startu maszyny kapitan nagle źle się poczuł, mogło mieć to wpływ na jego decyzje, jak również na poczynania reszty załogi (jeśli rzeczywiście Key dostał ataku serca, pozostali piloci mogli próbować mu pomóc, ignorując alarmy i nie zwracając uwagi na przyrządy). Stopień, w jakim samopoczucie kapitana wpłynęło na jego poczynania, nie jest znany (oceny patologów bardzo się różniły).

- W maju 1970 Trident lecący do Neapolu miał usterkę w czasie lotu: mechanizm poruszający klapami aktywował się samoczynnie i klapy zaczęły się chować przy zbyt małej prędkości lotu bez polecenia ze strony pilota. Załoga uniknęła tragedii, wysuwając klapy ponownie. Komisja Lane’a zbadała mechanizmy klap rozbitej maszyny, nie znajdując jednak przesłanek, by stwierdzić, że także tym razem klapy schowały się samoczynnie. Również wcześniejszy wypadek, jakiemu uległ Papa India (3 lipca 1968 lądujący na Heathrow Airspeed Ambassador wypadł z pasa i staranował dwa samoloty, odrywając usterzenie ogonowe G-ARPI), nie miał wpływu na przebieg tragedii w Staines.

Posiedzenia komisji Lane’a spotkały się z dużą krytyką ze strony m.in. BALPA (która krytykowała członków komisji za skupienie się na poczynaniach pilotów, podczas gdy np. możliwości awarii lub usterki samolotu potraktowano bardzo pobieżnie). Przebieg katastrofy Papa India nadal budzi kontrowersje.

## Pokłosie
Wśród ofiar katastrofy znalazło się m.in. 12 biznesmenów z Irlandii, lecących do Brukseli na spotkanie w sprawie wejścia Irlandii do Unii Europejskiej (miesiąc wcześniej odbyło się w tym kraju referendum akcesyjne) oraz 16 lekarzy-homeopatów z Królewskiego Szpitala Homeopatycznego w Londynie.
Katastrofa lotu BEA 548 była jedną z pierwszych katastrof (obok tragedii na bagnach Everglades), w badaniu której zwrócono uwagę na relacje między członkami załogi w czasie lotu i ich wpływ na bezpieczeństwo samolotu. W efekcie na początku lat 80. XX w. wprowadzono tzw. Crew Resource Management – szkolenie, uczące pilotów właściwej współpracy w kokpicie i podziału obowiązków w czasie lotu. Jest ono obecnie obowiązkowym elementem szkolenia pilotów we wszystkich liniach lotniczych. Również po katastrofie w Staines wprowadzono obowiązek instalowania w samolotach rejestratorów rozmów w kokpicie.
Kanał National Geographic Channel, wyemitował w 13. serii serialu Katastrofa w przestworzach katastrofę w Staines.

## Podobne katastrofy i incydenty lotnicze
- Katastrofa lotu Northwest Airlines 255
- Katastrofa lotu Delta  Air Lines 1141
- Katastrofa lotu LAPA 3142
- Katastrofa lotu Spanair 5022
- Katastrofa lotu Air France 447